# Tex Willer (fumetto)
Tex Willer è una serie di fumetti western che ha esordito nel novembre 2018 ed è dedicata alle avventure giovanili di Tex Willer quando ancora era un fuorilegge. Gli albi sono nel classico formato bonelliano, in bianco e nero, da 64 pagine; la foliazione è stata decisa da Mauro Boselli, principale sceneggiatore delle testate texiane, per rendere gestibile la mole di lavoro degli sceneggiatori che sono gli stessi della serie principale.

## Storia editoriale
Dopo aver introdotto una versione esteticamente ben definita di Tex Willer da giovane in alcune storie pubblicate in diverse collane, il curatore Mauro Boselli anticipa velatamente a Cartoomics 2018 la realizzazione di nuovi fumetti a lui dedicati che non sarebbero stati proposti all'interno della collana in formato francese, ma in un nuovo progetto apposito. All'interno di Tex Magazine n.4, dedicato ai 70 anni del personaggio, il curatore affermò:
Il 1º ottobre 2018 è ufficialmente presentata la nuova serie dedicata al giovane Tex il cui primo numero fu rilasciato in anteprima a Lucca Comics 2018, insieme ad una apposita box in metallo dedicatagli, per essere poi distribuito da novembre. Nello stesso mese del debutto della serie è stata rilasciato un numero zero allegato in omaggio al n. 697 del mensile Tex e al n. 691 della collana Zenith dedicata a Zagor.
A Lucca durante la conferenza dedicata alle novità di Tex, nella quale sono state mostrate alcune tavole dal numero 0 in cui si vedono le versioni giovanili di Mefisto e sua sorella Lily oltre all'investigatrice della Pinkerton Kate Warne e altre tavole provenienti dai primi albi della serie, Mauro Boselli ha spiegato che l'idea di una nuova serie di Tex è nata da un'idea del Direttore Generale Simone Airoldi da cui l'autore milanese ha sviluppato il progetto di raccontare quelle avventure che Tex ha vissuto in gioventù, ma che non sono mai state raccontate incidentalmente ad alcune altre definibili come remake, con un stile veloce e concentrato, ricco di avvenimenti.
Le intenzioni della serie sono quelle di proporre ai lettori nuove avventure con protagonista "quel giovane scatenato" delle prime storie scritte da Gianluigi Bonelli, prendendo spunto anche da una serie di avvenimenti che quest'ultimo aveva solo accennato e non esplorato (come il nuovo luogo in cui il tesoro dei Pawnee è stato nascosto, l'apprendistato di Mefisto come spia e l'origine delle sue doti magiche, le altre avventure vissute da Tex e Montales in Messico), ma puntando ad esplorare principalmente nuovi sentieri narrativi:
Maurizio Dotti è stato scelto da Claudio Villa come potenziale copertinista della serie, ruolo che poi ha ottenuto dopo una selezione insieme ad altri disegnatori come Massimo Carnevale, per una serie di fattori:
A inizio marzo 2019 in occasione di Cartoomics venne rilasciato il volume Vivo o morto! contenente i primi quattro albi della serie e in anteprima il quinto albo intitolato I due disertori.
Da dicembre 2019 inizia la pubblicazione annuale di Speciale Tex Willer diventata semestrale dal 2022. Da Luglio 2021 alcune storie legate al periodo giovanile di Tex precedentemente pubblicate su altre collane vengono riproposte all'interno di Tex Willer Extra. Gli albi 30 e 31 della collana vennero inclusi nell'iniziativa delle medaglie celebrative per gli 80 anni della Sergio Bonelli Editore venendo loro allegate rispettivamente le medaglie con i volti di Tiger Jack e Kit Willer.
Nell'albo 25 del novembre 2020, Resa dei conti al White Horse, viene raccontata per la prima volta in modo dettagliato la morte violenta del fratello di Tex, Sam Willer, la cui vendetta è il motivo alla base della sua condizione di fuorilegge. La storia scritta da Mauro Boselli e disegnata da Pasquale del Vecchio, poi raccolta nel volume Sull'alto Missouri, viene definita dallo sceneggiatore come "una specie di prequel" della storia Il passato di Carson pubblicata nel 1994.
La storia scritta da Giorgio Giusfredi e disegnata da Fabio Valdambrini, poi raccolta nel volume Il mio amico Hutch, inizialmente si sarebbe dovuta concentrare solo sugli eventi riguardanti Tex e Hutch all'interno di un duro carcere messicano, ma Mauro Boselli ritenne che l'ambientazione fosse limitante e questo portò Giusfredi, prendendo spunta dalla classica storia texiana La cella della morte, ad introdurre anche una seconda trama basata sulla caccia da parte di Kit Carson e i suoi compagni rangers a un pericoloso criminale chiamato Cangrejo.
A partire dall'albo 64 pubblicato nel febbraio 2024 inizia un ciclo di storie che traghettano il personaggio di Tex dallo status di fuorilegge a quello di ranger. Queste storie hanno la caratteristica di narrare in modo diverso, con uno stile differente e in alcuni casi con un punto di vista differente le storie ideate da Gianluigi Bonelli agli albori della serie originale di Tex come per esempio "Il capitano della River's Queen", "La banda di Kid Billy" e "Il mistero dell'idolo d'oro" dove l'attenzione è dedicata rispettivamente ai personaggi di Jeff Weber, Kit Carson e Tesah. La storia dedicata alla banda della Mano Rossa è invece una "versione estesa" in cui agli eventi originari si aggiungono delle parti in cui vengono spiegati alcuni snodi narrativi. A rimarcare la paternità dei soggetti, il nome di Bonelli padre viene inserito a fianco di quello di Mauro Boselli in seconda di copertina.
Nel caso specifico dell'arco narrativo dedicato a El Diablo, Boselli compie quella che lui definisce "una giuntura" tra il soggetto dell'originale di Gianluigi Bonelli e la serie stessa di Tex Willer: non solo approfondisce il personaggio di Florecita, figlia di El Diablo, ma introduce anche personaggi degli archi precedenti come Pedro Raza andando così a creare una nuova storia, condividendo comunque i meriti con Gianluigi Bonelli.

### Il frontespizio
Come gli altri fumetti della casa editrice anche Tex Willer ha un frontespizio classico in cui oltre al protagonista sono illustrati altri importanti personaggi. Mentre in quello della serie principale, realizzato da Galep, sono presenti Tex, Kit Carson, Kit Willer e Tiger Jack in questo, realizzato da Roberto de Angelis, il giovane Tex è rappresentato a cavallo di Dinamite e condivide lo spazio con la principessa Pawnee Tesah e le controparti giovanili di Kit Carson, Cochise, Montales, Mefisto e Lily Dickart.

### Opere antecedenti
Questa rinnovata versione giovanile del personaggio ha debuttato precedentemente l'inizio della serie ed è stata ripresa in diverse collane:
- Speciale Tex n. 32 del giugno 2017, Il magnifico fuorilegge, di Mauro Boselli e Stefano Andreucci.
- Maxi Tex n. 21 dell'ottobre 2017, Nueces Valley, di Mauro Boselli e Pasquale Del Vecchio.
- Tex Romanzi a Fumetti n. 6 del settembre 2017, Il vendicatore, di Mauro Boselli e Stefano Andreucci per i colori di Matteo Vattani.
- Tex Romanzi a Fumetti n. 7 del febbraio 2018, Giustizia a Corpus Christi, di Mauro Boselli e Corrado Mastantuono per i colori di Matteo Vattani.

Mauro Boselli definisce Il magnifico fuorilegge la prima storia delle nuove avventure giovanili di Tex cosa che ha portato alla sua ristampa a puntate, nel medesimo formato della nuova serie, all'interno di un apposito spin-off intitolato Tex Willer Extra in cui è stata ristampata anche Nueces Valley.

### L'incontro con Zagor
Nel dicembre del 2021 all'interno del terzo albo della collana Speciale Tex Willer, intitolato Bandera, è avvenuto il primo team-up tra Tex e Zagor, un incontro definito "storico" poiché desiderato e domandato dai lettori fin dagli anni '60. Mauro Boselli, sceneggiatore dell'incontro, afferma che la nuova serie dedicata alle avventure del giovane Tex ha fornito l'occasione di poterlo realizzare fornendo un contesto che poteva aggirare l'ostacolo temporale esistente tra i due personaggi, dato che Zagor vive le sue avventure intorno agli anni trenta del XIX secolo mentre Tex negli anni ottanta dello stesso, facendolo incontrare con una versione matura dello "Spirito con la scure". In funzione di questo fumetto sono state ristampate, all'interno della collana "Grandi storie Bonelli", due storie di Zagor ambientate in Texas, Comancheros e Fratelli di sangue, di cui il team-up si considera il seguito, la terza parte di un'unica storia.
Bandera ha avuto un seguito pubblicato nel Dicembre del 2023 intitolato Presagi di guerra, ambientato poco prima degli avvenimenti della Grande Scorreria contro il Texas guidata dal capo Comanche Quanah Parker, e che vede anche il primo incontro tra le principali "spalle" dei due eroi ovvero Kit Carson e Cico.

## Trama
Divenuto un fuorilegge per vendicare la morte dei suoi cari, Tex Willer cavalca solitario per le terre di frontiera, senza mancare di dare il suo aiuto a chi è vittima dell'ingiustizia, inseguito dai rappresentanti della legge e potendo contare su pochi, ma fidati, alleati.

## Personaggi
- Tex Willer: giovane fuorilegge con forte senso di giustizia e grande coraggio.
- Tesah: giovane principessa Pawnee custode dei tesori nascosti della sua gente.
- Cochise: capo tribù degli apache Chiricahuas e fratello di sangue di Tex Willer.
- Juan Cortina: ranchero che combatte per i diritti dei latinos.
- John Coffin: pericoloso ed efferato criminale.
- Kate Warne: agente dell'Agenzia Pinkerton.
- Steve e Lily Dickart: fratelli dediti allo spionaggio e al crimine che usano spettacoli di illusionismo come copertura.
- Brian Carswell: poliziotto federale sulle tracce di Tex.
- Texas rangers: Kit Carson, Buck Barry, Dan Bannion, Jim Callahan, Arkansas Joe, Ben Dragoo e Jesse Hawks.
- Clarence Hutchenrider: amico di infanzia di Tex.
- Felix Ward: ragazzo il cui rapimento ha causato il conflitto tra i Chiricahuas e l'esercito americano.
- Pedro Raza: feroce comanchero.

## Pubblicazioni

### Serie
Tutte le copertine sono realizzata da Maurizio Dotti, tranne quella del numero 0 realizzata da Alessandro Piccinelli. Il numero 1 ha goduto anche di tre copertine variant ad opera di Claudio Villa e Piccinelli.
| Nr. | Titolo                          | Data           | Soggetto e sceneggiatura          | Disegni                                                                                     |
| --- | ------------------------------- | -------------- | --------------------------------- | ------------------------------------------------------------------------------------------- |
| 0   | Il numero zero                  | Novembre 2018  | Mauro Boselli                     | Alessandro Piccinelli, Roberto De Angelis, Bruno Brindisi, Sergio Giardo, Fabio Valdambrini |
| 1   | Vivo o morto!                   | novembre 2018  | Mauro Boselli                     | Roberto De Angelis                                                                          |
| 2   | La banda di Red Bill            | dicembre 2018  | Mauro Boselli                     | Roberto De Angelis                                                                          |
| 3   | Il segreto del medaglione       | gennaio 2019   | Mauro Boselli                     | Roberto De Angelis                                                                          |
| 4   | La caverna del tesoro           | febbraio 2019  | Mauro Boselli                     | Roberto De Angelis                                                                          |
| 5   | I due disertori                 | marzo 2019     | Mauro Boselli                     | Bruno Brindisi                                                                              |
| 6   | Coyoteros!                      | aprile 2019    | Mauro Boselli                     | Bruno Brindisi                                                                              |
| 7   | Rancho Sangriento               | maggio 2019    | Mauro Boselli                     | Bruno Brindisi                                                                              |
| 8   | La prigioniera                  | giugno 2019    | Mauro Boselli                     | Bruno Brindisi                                                                              |
| 9   | Sierra Madre                    | luglio 2019    | Mauro Boselli                     | Bruno Brindisi                                                                              |
| 10  | Pinkerton Lady                  | agosto 2019    | Mauro Boselli                     | Roberto De Angelis                                                                          |
| 11  | I cospiratori di Saint Louis    | settembre 2019 | Mauro Boselli                     | Roberto De Angelis                                                                          |
| 12  | Attentato a Lincoln             | ottobre 2019   | Mauro Boselli                     | Roberto De Angelis                                                                          |
| 13  | La trappola di Mefisto          | novembre 2019  | Mauro Boselli                     | Roberto De Angelis                                                                          |
| 14  | Paradise Valley                 | dicembre 2019  | Pasquale Ruju                     | Pasquale Del Vecchio                                                                        |
| 15  | Le schiave della montagna       | gennaio 2020   | Pasquale Ruju                     | Pasquale Del Vecchio                                                                        |
| 16  | I lupi della frontiera          | febbraio 2020  | Pasquale Ruju                     | Fabio Valdambrini                                                                           |
| 17  | Un giovane bandito              | marzo 2020     | Pasquale Ruju                     | Fabio Valdambrini                                                                           |
| 18  | L'agente federale               | aprile 2020    | Mauro Boselli                     | Michele Rubini                                                                              |
| 19  | Fuga sul mare                   | maggio 2020    | Mauro Boselli                     | Michele Rubini                                                                              |
| 20  | Nella terra dei Seminoles       | giugno 2020    | Mauro Boselli                     | Michele Rubini                                                                              |
| 21  | I volontari della Florida       | luglio 2020    | Mauro Boselli                     | Michele Rubini                                                                              |
| 22  | Guerriglia nella palude         | agosto 2020    | Mauro Boselli                     | Michele Rubini                                                                              |
| 23  | Nelle mani della legge          | settembre 2020 | Mauro Boselli                     | Michele Rubini                                                                              |
| 24  | I razziatori del Nueces         | ottobre 2020   | Mauro Boselli                     | Bruno Brindisi                                                                              |
| 25  | Resa dei conti al White Horse   | novembre 2020  | Mauro Boselli                     | Bruno Brindisi                                                                              |
| 26  | El Paso del Norte               | dicembre 2020  | Mauro Boselli                     | Bruno Brindisi                                                                              |
| 27  | I trafficanti di Coffin         | gennaio 2021   | Mauro Boselli                     | Bruno Brindisi                                                                              |
| 28  | Texas Rangers                   | febbraio 2021  | Mauro Boselli                     | Bruno Brindisi                                                                              |
| 29  | Sull'alto Missouri              | marzo 2021     | Mauro Boselli                     | Pasquale Del Vecchio                                                                        |
| 30  | Blizzard!                       | aprile 2021    | Mauro Boselli                     | Pasquale Del Vecchio                                                                        |
| 31  | Lo sciamano dei Crow            | maggio 2021    | Mauro Boselli                     | Pasquale Del Vecchio                                                                        |
| 32  | I pionieri del Montana          | giugno 2021    | Mauro Boselli                     | Pasquale Del Vecchio                                                                        |
| 33  | Sfida a Fort Owen               | luglio 2021    | Mauro Boselli                     | Pasquale Del Vecchio                                                                        |
| 34  | Atascosa Mountains              | agosto 2021    | Jacopo Rauch                      | Roberto De Angelis                                                                          |
| 35  | Lo sceriffo di Tubac            | settembre 2021 | Jacopo Rauch                      | Roberto De Angelis                                                                          |
| 36  | La diligenza dell'oro           | ottobre 2021   | Jacopo Rauch                      | Roberto De Angelis                                                                          |
| 37  | Il mio amico Hutch              | novembre 2021  | Giorgio Giusfredi                 | Fabio Valdambrini                                                                           |
| 38  | Il prezzo della libertà         | dicembre 2021  | Giorgio Giusfredi                 | Fabio Valdambrini                                                                           |
| 39  | El Cangrejo                     | gennaio 2022   | Giorgio Giusfredi                 | Fabio Valdambrini                                                                           |
| 40  | Rivolta all'inferno             | febbraio 2022  | Giorgio Giusfredi                 | Fabio Valdambrini                                                                           |
| 41  | I guerriglieri di Juan Cortina  | marzo 2022     | Mauro Boselli                     | Bruno Brindisi                                                                              |
| 42  | Trappola per Jim Callahan       | aprile 2022    | Mauro Boselli                     | Bruno Brindisi                                                                              |
| 43  | I cavalieri del Cerchio d'Oro   | maggio 2022    | Mauro Boselli                     | Bruno Brindisi                                                                              |
| 44  | La "Ley de Fuga"                | giugno 2022    | Mauro Boselli                     | Bruno Brindisi                                                                              |
| 45  | Fort Phantom                    | luglio 2022    | Mauro Boselli                     | Bruno Brindisi                                                                              |
| 46  | La sconfitta delle "Aquile"     | agosto 2022    | Mauro Boselli                     | Bruno Brindisi                                                                              |
| 47  | Ai confini della Louisiana      | settembre 2022 | Jacopo Rauch                      | Mario Atzori                                                                                |
| 48  | I contrabbandieri di Lagrange   | ottobre 2022   | Jacopo Rauch                      | Mario Atzori                                                                                |
| 49  | La vendetta dei Caddo           | novembre 2022  | Jacopo Rauch                      | Mario Atzori                                                                                |
| 50  | Il passato di Cochise           | dicembre 2022  | Mauro Boselli                     | Roberto De Angelis                                                                          |
| 51  | Scalphunters                    | gennaio 2023   | Mauro Boselli                     | Roberto De Angelis                                                                          |
| 52  | Sentiero di guerra              | febbraio 2023  | Mauro Boselli                     | Roberto De Angelis                                                                          |
| 53  | Nel covo di Don Santiago        | marzo 2023     | Mauro Boselli                     | Roberto De Angelis                                                                          |
| 54  | Missione di sangue              | aprile 2023    | Mauro Boselli                     | Roberto De Angelis                                                                          |
| 55  | Assedio disperato               | maggio 2023    | Mauro Boselli                     | Roberto De Angelis                                                                          |
| 56  | Comstock Lode                   | giugno 2023    | Jacopo Rauch                      | Sergio Giardo                                                                               |
| 57  | La miniera d'argento            | luglio 2023    | Jacopo Rauch                      | Sergio Giardo                                                                               |
| 58  | Raza il comanchero              | agosto 2023    | Mauro Boselli                     | Carlos Gomez                                                                                |
| 59  | La riscossa degli Hualpai       | settembre 2023 | Mauro Boselli                     | Carlos Gomez                                                                                |
| 60  | Nostra Signora degli Angeli     | ottobre 2023   | Mauro Boselli                     | Carlos Gomez                                                                                |
| 61  | Il palo della morte             | novembre 2023  | Pasquale Ruju                     | Roberto Zaghi                                                                               |
| 62  | Un ragazzo in pericolo          | dicembre 2023  | Pasquale Ruju                     | Roberto Zaghi                                                                               |
| 63  | Fine della pista                | gennaio 2024   | Pasquale Ruju                     | Roberto Zaghi                                                                               |
| 64  | Le cinque dita della Mano Rossa | febbraio 2024  | Gianluigi Bonelli e Mauro Boselli | Marco Ghion                                                                                 |
| 65  | La lista della vendetta         | marzo 2024     | Gianluigi Bonelli e Mauro Boselli | Marco Ghion                                                                                 |
| 66  | Ultimo atto                     | aprile 2024    | Gianluigi Bonelli e Mauro Boselli | Marco Ghion                                                                                 |
| 67  | El Diablo                       | maggio 2024    | Gianluigi Bonelli e Mauro Boselli | Bruno Brindisi                                                                              |
| 68  | La figlia del desperado         | giugno 2024    | Mauro Boselli                     | Bruno Brindisi                                                                              |
| 69  | Il signore della Sierra         | luglio 2024    | Mauro Boselli                     | Bruno Brindisi                                                                              |
| 70  | Agente speciale                 | agosto 2024    | Mauro Boselli                     | Bruno Brindisi                                                                              |
| 71  | La regina del fiume             | settembre 2024 | Mauro Boselli                     | Roberto De Angelis                                                                          |
| 72  | Fiamme nelle tenebre            | ottobre 2024   | Mauro Boselli                     | Roberto De Angelis                                                                          |
| 73  | Solo contro tutti               | novembre 2024  | Mauro Boselli                     | Roberto De Angelis                                                                          |
| 74  | La guerra dei Piutes            | dicembre 2024  | Mauro Boselli                     | Marco Ghion                                                                                 |
| 75  | Sulla pista del Pony Express    | gennaio 2025   | Mauro Boselli                     | Marco Ghion                                                                                 |
| 76  | La collera di Wabinoga          | febbraio 2025  | Mauro Boselli                     | Marco Ghion                                                                                 |
| 77  | La banda del Boia               | marzo 2025     | Giorgio Giusfredi                 | Fabio Valdambrini                                                                           |
| 78  | La giustizia di Gunny Bill      | aprile 2025    | Giorgio Giusfredi                 | Fabio Valdambrini                                                                           |

### Speciale Tex Willer
Il primo Speciale è stato realizzato a colori in tricromia ad opera di Gianmauro Cozzi.
| Nr. | Titolo                                        | Data          | Soggetto                                             | Sceneggiatura     | Disegni               | Copertina      |
| --- | --------------------------------------------- | ------------- | ---------------------------------------------------- | ----------------- | --------------------- | -------------- |
| 1   | Fantasmi di Natale                            | dicembre 2019 | Mauro Boselli, Marco Nucci, Giulio Antonio Gualtieri | Mauro Boselli     | Marco Ghion           | Maurizio Dotti |
| 2   | Un uomo tranquillo                            | dicembre 2020 | Roberto Recchioni                                    | Roberto Recchioni | Stefano Andreucci     | Maurizio Dotti |
| 3   | Tex Willer incontra Zagor – Bandera!          | dicembre 2021 | Mauro Boselli                                        | Mauro Boselli     | Alessandro Piccinelli | Maurizio Dotti |
| 4   | Mefisto: le origini del male                  | giugno 2022   | Mauro Boselli                                        | Mauro Boselli     | Roberto De Angelis    | Maurizio Dotti |
| 5   | Rancheras                                     | dicembre 2022 | Pasquale Ruju                                        | Pasquale Ruju     | Sergio Giardo         | Maurizio Dotti |
| 6   | Minstrel Show                                 | luglio 2023   | Mauro Boselli                                        | Mauro Boselli     | Marco Ghion           | Maurizio Dotti |
| 7   | Tex Willer incontra Zagor – Presagi di guerra | dicembre 2023 | Mauro Boselli                                        | Mauro Boselli     | Alessandro Piccinelli | Maurizio Dotti |
| 8   | Stella d'argento                              | luglio 2024   | Giorgio Giusfredi                                    | Giorgio Giusfredi | Pasquale Del Vecchio  | Maurizio Dotti |
| 9   | Jesse James                                   | dicembre 2024 | Mauro Boselli                                        | Mauro Boselli     | Bruno Brindisi        | Maurizio Dotti |

### Tex Willer Extra
| Nr. serie | Nr. storia | Titolo                    | Data           | Soggetto e sceneggiatura | Disegni              | Copertina         | Originale                                                                                   |
| --------- | ---------- | ------------------------- | -------------- | ------------------------ | -------------------- | ----------------- | ------------------------------------------------------------------------------------------- |
| 1         | 1          | La città dei fuorilegge   | luglio 2021    | Mauro Boselli            | Stefano Andreucci    | Maurizio Dotti    | Il magnifico fuorilegge (Speciale Tex 32, giugno 2017)                                      |
| 2         | 2          | El Verdugo                | agosto 2021    | Mauro Boselli            | Stefano Andreucci    | Maurizio Dotti    | Il magnifico fuorilegge (Speciale Tex 32, giugno 2017)                                      |
| 3         | 3          | Chiricahuas!              | settembre 2021 | Mauro Boselli            | Stefano Andreucci    | Maurizio Dotti    | Il magnifico fuorilegge (Speciale Tex 32, giugno 2017)                                      |
| 4         | 1          | I pionieri del Texas      | luglio 2022    | Mauro Boselli            | Pasquale Del Vecchio | Maurizio Dotti    | Nueces Valley (Maxi Tex 21, ottobre 2017)                                                   |
| 5         | 2          | Giovani Cowboys           | agosto 2022    | Mauro Boselli            | Pasquale Del Vecchio | Maurizio Dotti    | Nueces Valley (Maxi Tex 21, ottobre 2017)                                                   |
| 6         | 3          | Verso la California       | settembre 2022 | Mauro Boselli            | Pasquale Del Vecchio | Maurizio Dotti    | Nueces Valley (Maxi Tex 21, ottobre 2017)                                                   |
| 7         | 4          | La ballata di Jim Bridger | ottobre 2022   | Mauro Boselli            | Pasquale Del Vecchio | Maurizio Dotti    | Nueces Valley (Maxi Tex 21, ottobre 2017)                                                   |
| 8         | 1          | Tra due bandiere          | luglio 2023    | Gianluigi Bonelli        | Aurelio Galleppini   | Maurizio Dotti    | Tra due bandiere, Quando tuona il cannone e Tramonto rosso (Tex 113-115, marzo-maggio 1970) |
| 9         | 2          | Nord e Sud                | agosto 2023    | Gianluigi Bonelli        | Aurelio Galleppini   | Maurizio Dotti    | Tra due bandiere, Quando tuona il cannone e Tramonto rosso (Tex 113-115, marzo-maggio 1970) |
| 10        | 3          | Sabotaggio                | settembre 2023 | Gianluigi Bonelli        | Aurelio Galleppini   | Maurizio Dotti    | Tra due bandiere, Quando tuona il cannone e Tramonto rosso (Tex 113-115, marzo-maggio 1970) |
| 11        | 4          | Tramonto rosso            | ottobre 2023   | Gianluigi Bonelli        | Aurelio Galleppini   | Maurizio Dotti    | Tra due bandiere, Quando tuona il cannone e Tramonto rosso (Tex 113-115, marzo-maggio 1970) |
| 12        | 1          | I volontari del Kansas    | luglio 2024    | Mauro Boselli            | Corrado Mastantuono  | Massimo Carnevale | Missouri! e I due guerriglieri (Tex 583-584, maggio-giugno 2009)                            |
| 13        | 2          | Il capitano West          | agosto 2024    | Mauro Boselli            | Corrado Mastantuono  | Massimo Carnevale | Missouri! e I due guerriglieri (Tex 583-584, maggio-giugno 2009)                            |
| 14        | 3          | All'ombra del capestro    | settembre 2024 | Mauro Boselli            | Corrado Mastantuono  | Massimo Carnevale | Missouri! e I due guerriglieri (Tex 583-584, maggio-giugno 2009)                            |

### Volumi
| Data          | Titolo                                        | Soggetto e sceneggiatura | Disegni               | Colori     | Copertina         | Albi originali                                                    |
| ------------- | --------------------------------------------- | ------------------------ | --------------------- | ---------- | ----------------- | ----------------------------------------------------------------- |
| marzo 2019    | Vivo o morto!                                 | Mauro Boselli            | Roberto De Angelis    | GFB Comics | Massimo Carnevale | N. 1, n. 2, n. 3 e n. 4 (novembre 2018-febbraio 2019)             |
| novembre 2019 | I due disertori                               | Mauro Boselli            | Bruno Brindisi        | GFB Comics | Massimo Carnevale | N. 5, n. 6, n. 7, n. 8 e n. 9 (marzo-luglio 2019)                 |
| giugno 2020   | Pinkerton Lady                                | Mauro Boselli            | Roberto De Angelis    | GFB Comics | Massimo Carnevale | N. 10, n. 11, n. 12, e n. 13 (agosto-novembre 2019)               |
| marzo 2021    | Nella terra dei Seminoles                     | Mauro Boselli            | Michele Rubini        | na         | Massimo Carnevale | N. 18, n. 19, n. 20, n. 21, n. 22 e n. 23 (aprile-settembre 2020) |
| marzo 2022    | La banda di John Coffin                       | Mauro Boselli            | Bruno Brindisi        | na         | Massimo Carnevale | n. 24, n. 25, n. 26, n. 27 e n. 28 (ottobre 2020-febbraio 2021)   |
| ottobre 2022  | Tex Willer incontra Zagor – Bandera!          | Mauro Boselli            | Alessandro Piccinelli | na         | Massimo Carnevale | Speciale Tex Willer n. 3 (dicembre 2021)                          |
| marzo 2023    | Sull'alto Missouri                            | Mauro Boselli            | Pasquale Del Vecchio  | na         | Massimo Carnevale | n. 29, n. 30, n. 31, n. 32 e n. 33 (marzo-luglio 2021)            |
| dicembre 2023 | Il mio amico Hutch                            | Giorgio Giusfredi        | Fabio Valdambrini     | na         | Massimo Carnevale | n. 37, n. 38, n. 39 e n. 40 (novembre 2021-febbraio 2022)         |
| aprile 2024   | I guerriglieri di Juan Cortina                | Mauro Boselli            | Bruno Brindisi        | na         | Massimo Carnevale | n. 41, n. 42, n. 43, n. 44, n. 45 e n. 46 (marzo-agosto 2022)     |
| aprile 2024   | Tex contro Mefisto. Il marchio di Yama        | Mauro Boselli            | Roberto De Angelis    | na         | Claudio Villa     | Speciale Tex Willer n. 4 (giugno 2022)                            |
| novembre 2024 | Tex Willer incontra Zagor – Presagi di guerra | Mauro Boselli            | Alessandro Piccinelli | n/a        | Massimo Carnevale | Speciale Tex Willer n. 7 (dicembre 2023)                          |
| aprile 2025   | La guerra di Cochise                          | Mauro Boselli            | Roberto De Angelis    | n/a        | Massimo Carnevale | n.50, n.51, n.51, n.51, n.51, n.51 (dicembre 2022-maggio 2023)    |

## Critica
Massimo Cappelli per uBC Fumetti afferma, valutando i primi due anni di pubblicazione, che "Tex Willer rappresenta la serie migliore pubblicata attualmente dalla Sergio Bonelli editore, superando a livello qualitativo perfino Tex, la testata ammiraglia" definendola un'iniziativa raffinata e sottolineando l'investimento che la casa editrice ha compiuto per quanto riguarda il team di disegnatori che se ne occupano. Cappelli aggiunge che il valore maggiore della serie è la sua capacità di raccontare nuove storie senza sovrascrivere quelle esistenti rispettando la narrazione originale di Gianluigi Bonelli. Il recensore sostiene che Mauro Boselli ha compiuto un lavoro particolarmente ispirato nella serie "tanto da realizzare alcune delle migliori storie della sua carriera".
David Padovani, Federico Beghin e Michele Garofoli recensiscono per il sito Lo Spazio Bianco i primi quattro albi che compongono il primo arco narrativo della serie: comune tra di esse il plauso all'abilità di Roberto de Angelis nella rappresentazione dell'ambiente western e dei personaggi oltre che concordare sul mantenimento di un ritmo narrativo sostenuto e serrato da parte di Mauro Boselli in tutta la storia con brevi momenti di pausa. Padovani sottolinea come vi sia "una volontà di contaminazione di elementi inediti, tanto da un punto di vista grafico quanto di sceneggiatura" all'interno di quello che è il linguaggio classico texiano, parallelamente alla volontà di mantenere intatta la visione, la rappresentazione di Tex e la tipologia delle storie. A questo aggiunge come la proposta di una seconda testata mensile dia al personaggio "lo stesso piano di valore e "potenza" editoriali" detenuto dai principali personali del fumetto americano eguagliandoli oltre che sul fronte iconografico, sempre considerando i rispettivi mercati. Considera inoltre "efficace e azzeccata" la volontà di Boselli di usare gli spazi presenti nelle storie originali di Gianluigi Bonelli per raccontare storie nuove, per valorizzare una declinazione diversa del personaggio da quella principale e il ricchissimo numero di comprimari e nemici che sono stati introdotti nel corso degli anni, risultando appetibile per i nuovi lettori e accogliente per quelli esperti. Boselli e De Angelis presentano un Tex riconoscibile, presentando al momento della sua entrata in scena "le tre sue invarianti: preciso, infallibile, invincibile". Lo sceneggiatore scrive dialoghi "più immediati, diretti e meno ridondanti rispetto alla sua media e a quella del personaggio" mantenendo però le caratteristiche del linguaggio texiano (come esclamazioni ed epiteti) e, seppure con un numero inferiore di pagine a disposizione, c'è una narrazione densa. Il disegnatore "è da encomiare e contribuisce alla riuscita di questo debutto" adottando "una linea chiara e precisa assolutamente efficace [...] gli ambienti, i personaggi, i movimenti sono tutti improntati a un pieno realismo e la tavole sono chiare, leggibili e luminose". Mentre ritiene riuscita la copertina di Dotti non apprezza il frontespizio e il font scelto per il titolo in copertina.
In merito al primo numero Livio Fiorani per Comicus afferma come la serie sia parte del cambiamento in atto presso la Sergio Bonelli Editore, il passaggio all'essere una "media company", e apprezza la raffinata operazione di raccontare nuove storie rispettando le origini del personaggio, girandoci intorno per occupare spazi vuoti, similarmente a quanto fatto da Kurt Busiek con Untold Tales of Spider-Man. Fiorani trova Brindisi a suo agio con l'ambientazione western, notando il cambio di tratto da lui compiuto, definisce l'albo un ottimo punto di partenza sotto quasi tutti i punti di vista, perché adduce al contenuto numero di pagine, benché favorisca ritmo della narrazione che Boselli ha saputo bilanciare tra dialoghi, azione e cambi di scene, il termine repentino della narrazione. 
Michele Ginevra per Fumettologica, affermando che l'iniziativa comporti implicazioni che vanno oltre la stessa, scrive che l'idea alla base della serie "può essere interessante sia per i lettori esperti, che possono godere di un'ulteriore espansione dell’universo texiano, sia per eventuali nuovi lettori, che così hanno la possibilità di iniziare una vera e propria nuova serie". Loda la sceneggiatura di Boselli e i risultati di De Angelis, che offre "un Tex dinamico e credibile, che si muove su uno sfondo realistico, abbellito da un tratteggio intenso e suggestivo", oltre che la copertina di Maurizio Dotti "particolarmente riuscita" mentre non trova convincente la resa del frontespizio.

## Riconoscimenti
Maurizio Dotti è stato insignito del Premio Anafi 2022 come miglior copertinista.
La serie è stata premiata all'Etna Comics 2023 con il Premio Coco alla Miglior Serie, Miniserie, Collana o Rivista: